# کنبی (کالیفرنیا)
کنبی (به انگلیسی: Canby) یک منطقهٔ مسکونی در ایالات متحده آمریکا است که در شهرستان مودوک، کالیفرنیا واقع شده‌است. کنبی ۵٫۹۸۲ کیلومتر مربع مساحت و ۳۱۵ نفر جمعیت دارد و ۱٬۳۱۵ متر بالاتر از سطح دریا واقع شده‌است.